# Мышкин, Ипполит Никитич
Ипполит Никитич (в других источниках — Николаевич) Мышкин (3 февраля 1848, Псков — 7 февраля 1885, Шлиссельбург) — русский революционер, народник.

## Биография
Родился в семье унтер-офицера и крепостной крестьянки. В возрасте семи лет Ипполита отдали в школу кантонистов. Спустя пять лет был отправлен в Петербург в Военно-топографическое училище. После его окончания Мышкин стал работать в Академии Генерального Штаба, в 1868 году был отправлен в Москву на должность правительственного стенографа при окружном суде.
В 1873 году Ипполит Мышкин приобрел типографию, в которой выпускалась агитационная народническая литература. Вскоре типография была разгромлена, а сам Мышкин эмигрировал. Недолго прожив в эмиграции в Швейцарии, Мышкин возвратился в Россию и отправился в Сибирь с целью освободить Н. Г. Чернышевского.
Был арестован в Вилюйске и доставлен в Петербург и заключен в Петропавловскую крепость. На Процессе ста девяноста трёх Мышкин произнес яркую речь. Приговорен к десяти годам каторжных работ. В 1880 году Мышкин был отправлен на Карийскую каторгу. В 1881 году срок каторжных работ был увеличен до 15 лет за речь, произнесённую над гробом революционера Дмоховского, умершего по дороге на каторгу.
1 февраля 1882 года Мышкин сбежал из тюрьмы. Он был задержан во Владивостоке, возвращён в Карийскую тюрьму, и 1 февраля 1882 года его срок увеличили ещё на 6 лет. В 1883 году за участие в коллективной голодовке Мышкин был переведён в Петербург, где содержался вначале в Петропавловской крепости, а с августа 1884 года — в Шлиссельбургской крепости. 25 декабря того же года в знак протеста против тюремного режима Мышкин бросил тарелку в смотрителя тюрьмы М. Е. Соколова. За это он был предан военному суду и приговорён к смертной казни. Расстрелян 7 февраля 1885 года.

## Мышкин об образовании
Знаменитая речь И. Н. Мышкина на Процессе ста девяноста трёх (1877), в частности, гласила:

Я… разделяю тот взгляд, что для революционера в настоящее время нет надобности оканчивать курс в государственной школе. Затем, так как этот взгляд навлёк на нас немало нареканий со стороны известной части общества, то я считаю себя вправе объяснить, какие причины довели меня до подобного, кажущегося многим безрассудным, взгляда. Я предложил, что, если бы в настоящее время Россия находилась под татарским игом, если бы во всех городах на деньги, собранные в виде дани с русского народа, существовали татарские школы, в которых бы читались лекции о добродетелях татар, об их блестящих военных подвигах… Если бы в таких школах доказывалось право татар владеть русским народом и если бы всё учение в них было направлено к тому, чтобы создать из русской молодёжи ревностных и покорных слуг татарских ханов, то спрашивается: была ли бы необходимость для русской молодёжи оканчивать курс в подобных школах и посвящать все свои силы отъявленным врагам своим? Я полагаю, что нет. Точно так же и для революционера нет никакой необходимости оканчивать курс в государственных школах, потому что… впрочем, пожалуй, я воздержусь от окончания этой фразы из опасения быть остановленным и удалённым.

## Сочинения
- Об отношениях господ к прислуге, и о мировом институте. М., тип. И. Мышкина, 1874. — запрещена цензурой